# دومينيكو تشيماروزا
دومينيكو سيماروزا (17 ديسمبر 1749 - 11 يناير 1801)، ملحن إيطالي من المدرسة النابولية [الإنجليزية] والعصر الكلاسيكي. كتب أكثر من ثمانين أوبرا، أشهرها Il matrimonio segreto (1792)؛ معظم أوبراته كوميدية. كما كتب أعمالًا موسيقية وموسيقى كنسية.

## نشأته و تعليمه
ولد في أفيرسا في كامبانيا. رغم فقرهما حرص والداه على إعطاءه تعليمًا جيدًا, فارسلاه إاى مدرسة مجانية تابعة لدير في نابولي بعد أن انتقلت العائلة للمدينة. فاجأ بذكائه عازف الأرغن الأب بولكانو الذي علمه الموسيقى كما الأدب الحديث و القديم في بلاده. و بمساعدة الأخير حصل تشيماروزا على منحة للدراسة في كونسرفاتوار سلنتا ماريا دي لوريتو حيث قضى أحد عشر عامًا تدرب خلالها مع كبار المعلمين من المدسة الإيطالية القديمة أمثال نيكولو بيتشيني وأنطونيو ساكيني.

## بداياته
بعمر ثلاثة و عشرون سنة بدأ تشيماروزا حياته المهنية كملحن في أوبرا بهلوانية (إسماها Le stravaganze del conte بالإيطالية) التي عرضت على خشبة المسرح الفلورنسي (Teatro del Fiorentini) عام 1772. لوقي العمل بنجاح باهر فالحقه العام نفسه بعمل آخر ناجح ليزيده شهرة في إيطاليا بكاملها. عام 1774 تلقى دعوة إلى روما لكتابة ستاجيوني ذلك العام و هناك كتب أوبرا هزلية جديدة بعنوان الفتاة الإيطالية في لندن

## أهم أعماله
- Le stravaganze del conte
- La finta parigina
- L'Armida immaginaria
- Le donne rivali
- الفتاة الإيطالية في لندن
- Giannina e Bernardone
- L'impresario in angustie
- La Cleopatra
- القران المقدس(أوبرا)
- Il maestro di cappella
- Le astuzie femminili
- Gli Orazi e i Curiazi

## روابط خارجية
- دومينيكو تشيماروزا على موقع IMDb (الإنجليزية)
- دومينيكو تشيماروزا على موقع الموسوعة البريطانية (الإنجليزية)
- دومينيكو تشيماروزا على موقع ميوزك برينز (الإنجليزية)
- دومينيكو تشيماروزا على موقع إن إن دي بي (الإنجليزية)
- دومينيكو تشيماروزا على موقع أول ميوزيك (الإنجليزية)
- دومينيكو تشيماروزا على موقع ديسكوغز (الإنجليزية)